# Hoya tamaleaaea
Hoya tamaleaaea är en oleanderväxtart som beskrevs av Kloppenb.. Hoya tamaleaaea ingår i släktet Hoya och familjen oleanderväxter. Inga underarter finns listade i Catalogue of Life.